# Pastiglia

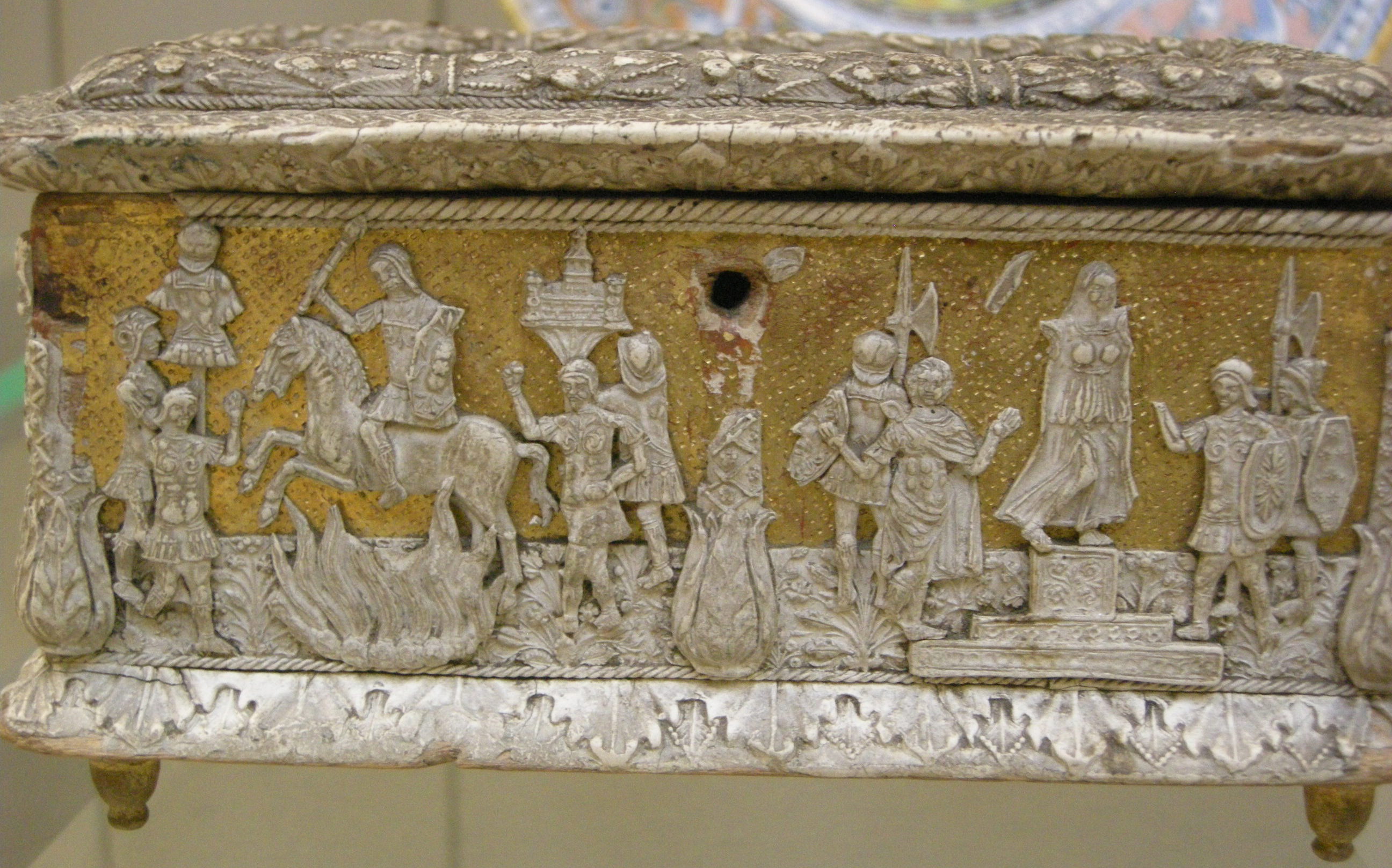
Pastiglia de plomb blanc sur un coffret italien, fin du XVe siècle, avec Marcus Curtius à gauche, British Museum.

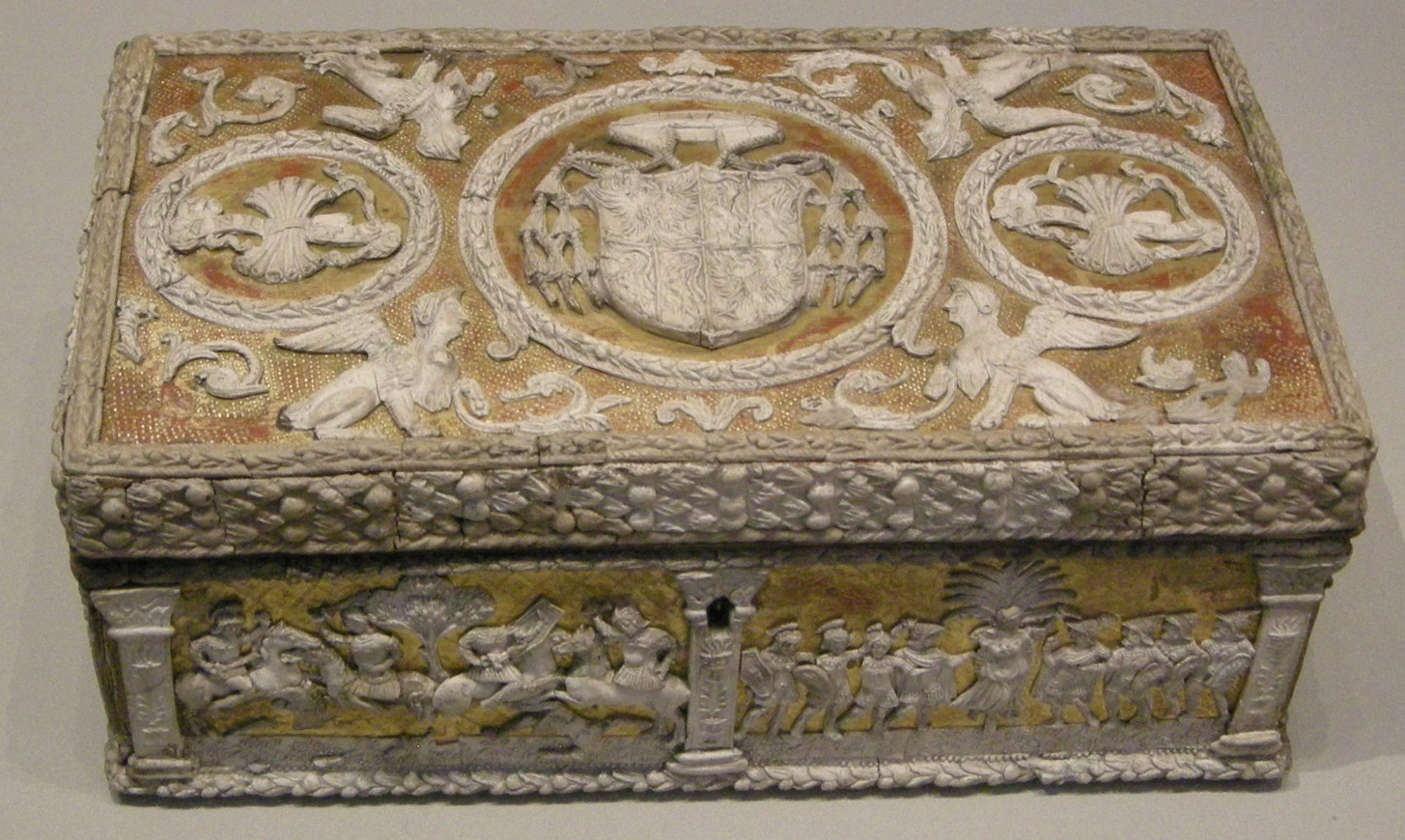
Le coffret réalisé pour le cardinal Bernhard von Cles, dont les armes permettent de le dater entre 1530-1538, V&A.

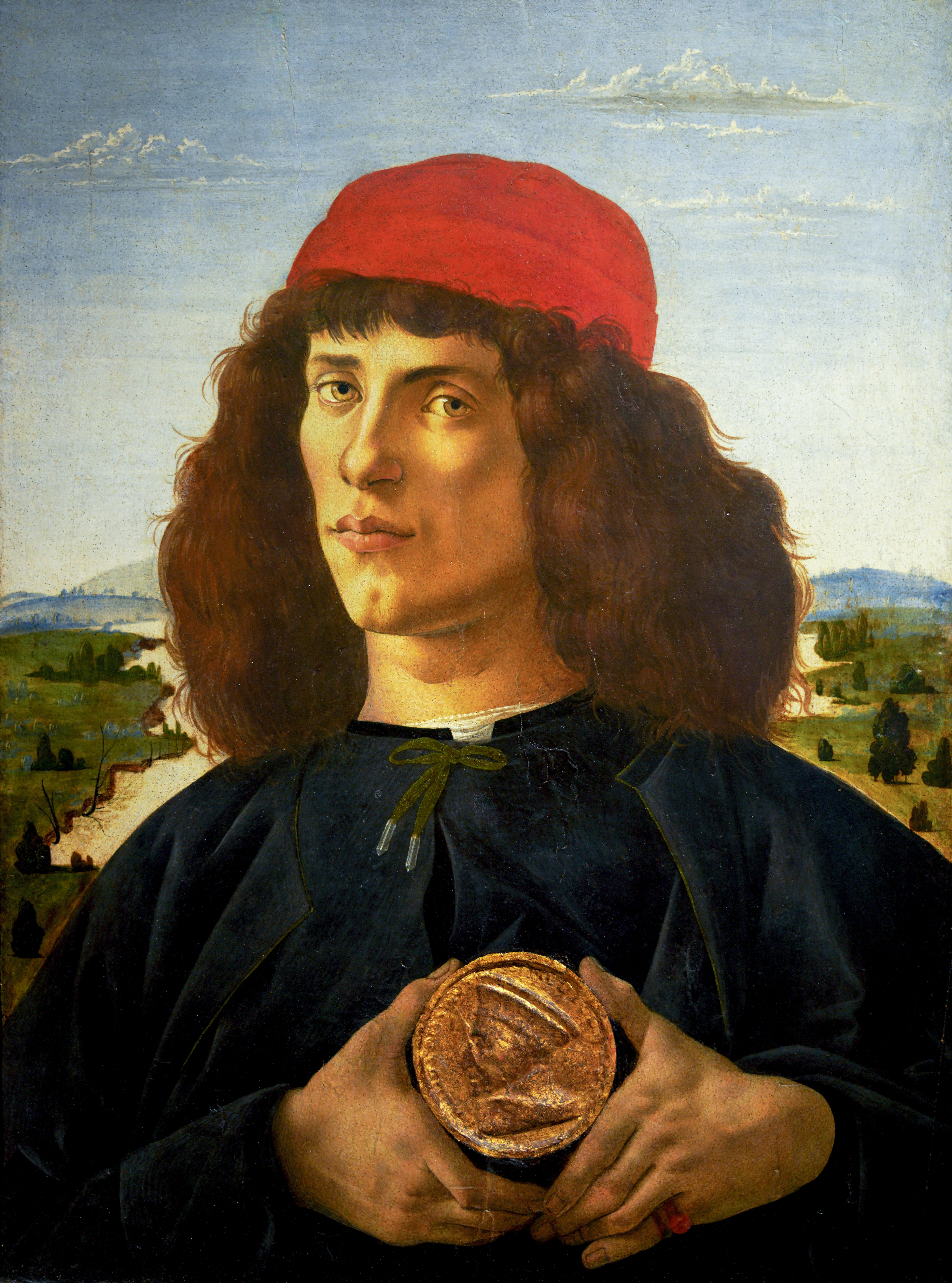
Portrait d'homme avec médaille de Cosme l'ancien, Botticelli, avec médaille en pastiglia.

Pastiglia [paˈstiʎʎa] (issu de l'italien signifiant « pastille »), est une décoration en bas-relief, modelée en gesso ou en plomb blanc formant un support qui peut être doré, peint, ou laissé en l'état. La technique a été utilisée de différentes manières à la Renaissance en Italie. Le terme se trouve principalement associé aux travaux sur des cadres dorés ou de petits meubles comme de coffrets en bois et des cassoni, ainsi que sur des peintures sur panneaux, mais il existe des divergences  quant à la signification du terme entre ces spécialités.
Sur les cadres et les meubles, la technique est à l'origine une imitation bon marché des techniques de sculpture sur bois, de ferronnerie ou de sculpture sur ivoire . 
Dans les peintures, la technique permet un effet de volume. Elle est généralement utilisée pour représenter des objets inanimés plutôt que des parties de personnages, comme la décoration de feuillage sur les entourages architecturaux, les halos et les détails des habits. En  pastiglia de plomb blanc sur cercueils, le sujet est généralement classique, avec un accent particulier sur les histoires de l'histoire romaine antique.

## Pastigliaau plomb blanc
Utilisé sur les cadres et les peintures moulées et dorées, le « gesso » est couramment décrit comme pastiglia, mais ces dernières décennies, les adeptes du  mobilier et des arts décoratifs ont tendance à désigner la  pastiglia ou pastiglia de plomb blanc une base de poudre de plomb blanc, obtenue en combinant du plomb en poudre et du vinaigre lié avec du blanc d'œuf, dans un environnement anaérobie. 
Le plomb blanc lié à l'huile ou au jaune d'œuf était également le pigment le plus courant pour la peinture blanche.
La « pastiglia au plomb blanc »,  très délicate et utilisée pour de petites surfaces permet de produire des détails très fins. Ce procédé  était principalement utilisé sur les petits écrins et boîtes. Les parties concernées étaient généralement pré-moulées, sans doute à partir de matrices métalliques, collés une fois durcies. Généralement laissée à l'état brut, elle ressemblait à de l'ivoire sculpté. Son inconvénient était sa  rareté et son prix élevé. La boîte, support principal était fabriquée en bois d'aulne. 
Le terme pastiglia date du XVIIe siècle, le nom est employé une fois la technique délaissée. Une variante parfumée appelée pasta di muschio (« pâte de musc  ») mélangeait un parfum de musc avec de la pâte blanche et était considérée comme aphrodisiaque, et utilisée pour les coffrets offerts lors des mariages et aussi d'autres objets comme des encriers et cadres à miroirs à main.
La pastiglia au plomb blanc était une spécialité du nord de l'Italie, produite entre 1450 et 1550 environ. Six ateliers ont été identifiés par Patrick M. De Winter, mais leur emplacement reste incertain.  « L'Atelier des Thèmes de l'Amour et de la Morale », dont les produits semblent les plus nombreux, se situait probablement  à Ferrare où le peintre Cosmè Tura a commencé sa carrière de dorure sur coffrets. D'autres ateliers identifiés par De Winter incluent « L'Atelier du coffret principal de Berlin » et « L'Atelier du coffret de Cleveland ».
Les sujets représentés étaient classiques, tirés de la mythologie, de l'histoire de la Rome antique, en particulier la première période relatée par Tite-Live et des sujets bibliques. Les compositions empruntées à un autre support, comme des estampes ou des plaquettes de bronze, et des sections du même moule peuvent être répétées et utilisées en série. 
Le Victoria and Albert Museum conserve un coffret armorié qui est le seul exemple datable à partir de la biographie de son propriétaire, le cardinal Bernhard von Cles, entre 1530, son élévation comme cardinal en 1530 et 1538, année de sa démission en tant que prince-évêque de Trente. 
De Winter a catalogué 115 «  coffrets pastiglia » en plomb blanc, dont dix mesuraient plus de 20 cm de haut ou de profondeur. Un exemplaire de ce genre, relativement grand a été vendu aux enchères en 2010. Bien qu'ils aient généralement des serrures, leur mince cadre en bois d'aulne fait que les coffrets étaient probablement trop fragiles pour conserver des articles de grande valeur comme les bijoux, et devaient servir pour ranger des objets peu onéreux comme des cosmétiques, des collections de sceaux et de pièces de monnaie.
En 2002, le Lowe Art Museum de Coral Gables, Miami a organisé une exposition Pastiglia Boxes: Hidden Treasures of the Italian Renaissance de la collection de la Galleria Nazionale d'arte antica de Rome, et édité un catalogue d'exposition de 80 pages publié en anglais et italien.

## Gesso pastiglia
Le « Gesso pastiglia » se trouve principalement en Italie du XIVe au XVIe siècle sur de plus grands meubles tels que le cassone et sur des cadres peints plutôt en gesso doré qu'en pastiglia de plomb blanc. 
La décoration pastiglia a été ajoutée aux peintures sur panneaux et les cadres dorés qui possèdent déjà une fine couche de plâtre dans le cadre de leur préparation. Sur les meubles et les cadres, le gesso semble parfois avoir été sculpté à partir d'une surface plane plus épaisse, dans une technique parfois soustractive ou additive. Une autre technique additive consistait simplement à passer le gesso liquide depuis un sac à travers une buse, comme lors du glaçage d'un gâteau, pour former de longues lignes rondes, souvent vrillées pour les motifs de feuillage. La pastiglia était alors dorée ou peinte. 
La technique était plutôt utilisée pour les panneaux peints. La peinture à base d'or restait la norme pour les retables, complétée d'une gamme d'autres techniques de décoration de surfaces dorées comme l'estampage, la gravure, le grattage de lignes, le pointillé, le poinçonnage ou le piquage par points. 
Dans les cadres architecturaux gothiques pour polyptyques, le pastiglia est très couramment utilisée pour décorer de petites zones plates comme les écoinçons et les bords festonnés. La technique est décrite à la fin du manuel technique de Cennino Cennini, qu'il a utilisée dans ses  peintures sans en citer le terme.

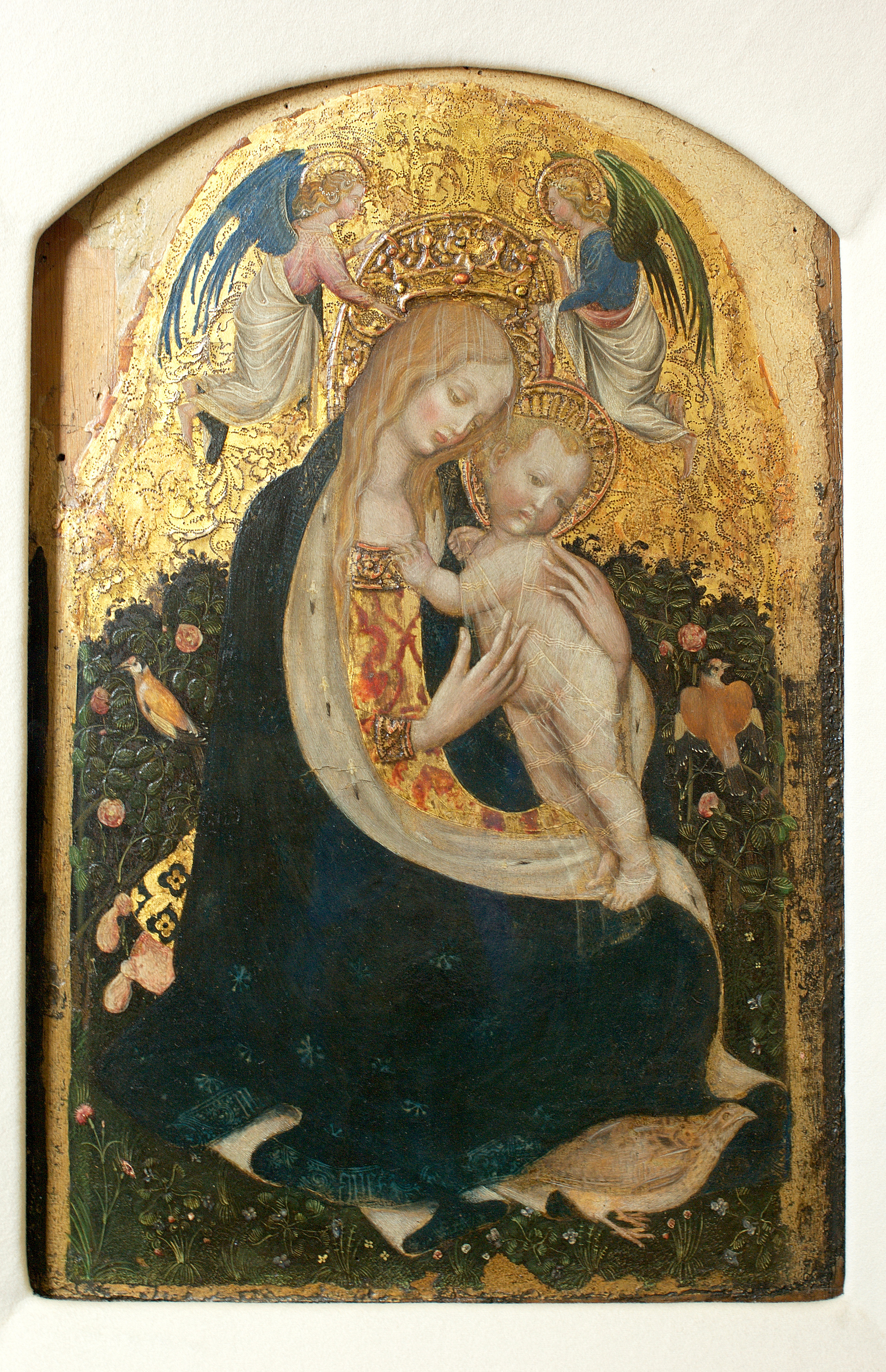
Vierge à la caille de Pisanello.

Avec le déclin de la tempera à base d'or, la pastigla devient rare dans la peinture mais se poursuit dans les encadrements.  Sandro Botticelli, qui a suivi une formation d'orfèvre dans son tableau  Portrait d'homme avec médaille de Cosme l'ancien (musée des Offices, vers 1474), l'utilise pour réaliser la médaille que le sujet tient dans ses mains, une pastiglia dorée, une impression moulée de la matrice originale pour médailles métalliques.
Pisanello a fréquemment utilisé la technique comme dans  La Vision de saint Eustache (National Gallery, probablement vers 1540) qui montre un courtisan sur un cheval, avec des « reflets pastiglia » sur des médaillons du harnais du cheval, et les motifs d'or sur son cor de chasse et ses éperons, tous dorés et représentant des pièces d'orfèvrerie. Ces particularités se trouvent sur d'autres peintures de Pisanello, le principal médailleur de son époque. 
Des médaillons similaires de pastiglia sur harnais de cheval se trouvent dans la fresque Saint George et la princesse (Vérone), et  L'Apparition de la Vierge aux saints Antoine abbé et Georges  (National Gallery). Dans sa Madone à la caille(Vérone, attribuée), la pastiglia figure sur les halos, la couronne,  les bordures de la robe, au cou et aux poignets de la Vierge  et au décor de feuillage.
Carlo Crivelli a continué à utiliser la pastiglia dans ses panneaux ainsi que Vincenzo Foppa Adoration des mages (National Gallery) dans les couronnes et les cadeaux des rois mages.
La pastiglia est plus rare dans la fresque, mais il existe de vastes zones de motifs dans la Chapelle de la reine Théodelinde des frères Zavattari (vers 1440) dans la cathédrale de Monza,. 
En Angleterre, la technique a été utilisée dans la chambre peinte du Palais de Westminster ainsi que dans le panneau peint très endommagé du retable de Westminster  et dans la peinture hollandaise primitive utilisée dans des œuvres comme le Triptyque de Seilern attribué à Robert Campin, avec des motifs élaborés de feuillage.
Vers 1500, et avec l'avènement de la peinture sur toile, le support n'est plus approprié pour la pastiglia, et son utilisation en peinture disparaît,  se poursuivant sur les encadrements, où le gesso pastiglia   est généralement composé de motifs végétaux. Au XVIe siècle, les cassoni et certains cadres sont devenus plus  massifs et la sculpture sur bois a remplacé la pastiglia.

### Cassoni

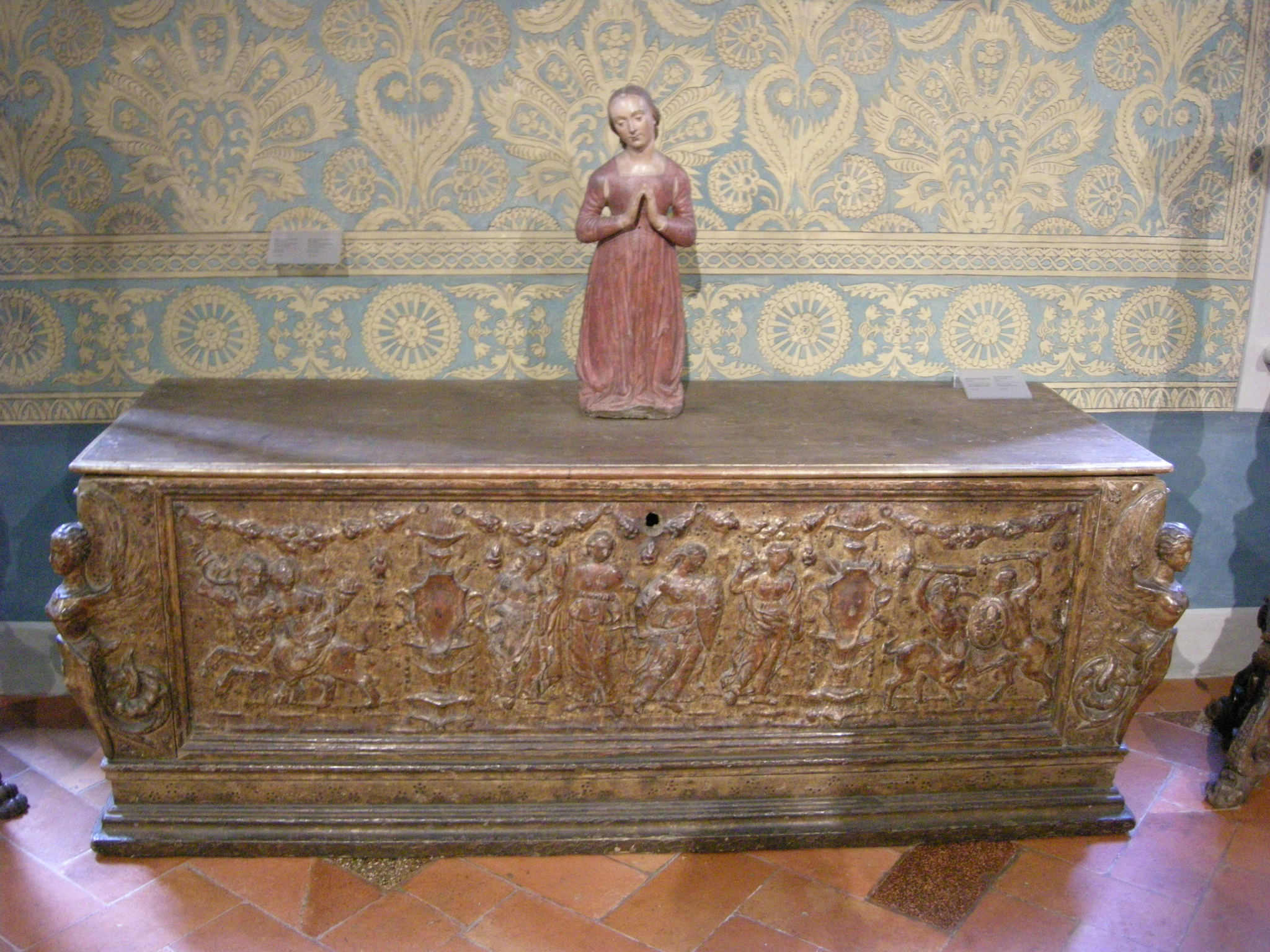
Florence Cassone avec panneau pastiglia doré, XVe siècle.

Le gesso pastiglia était très largement utilisé sur les cassoni depuis le XIVe siècle. Les premières décorations étaient des motifs en série, dérivés de dessins sur tissus. Les premiers cassoni étaient pour la plupart entièrement peints ou décorés en pastiglia dorée, mais au XVe siècle, les panneaux peints étaient « incrustés » en pastiglia dans les entourages de moulures. 
Les motifs utilisés pour décorer les cassoni  étaient similaires à ceux en pastiglia en plomb blanc, avec une tendance à thèmes mythologiques. 
Les peintures étaient généralement réalisées par des ateliers spécialisés rejoints au XVe siècle par des maîtres locaux. Giorgio Vasari se plaignait « que de son temps, les artistes méprisaient cette œuvre et que des cassoni en noyer plus massifs et minutieusement sculptés étaient à la mode. »,,.
Le Victoria and Albert Museum possède un exemple florentin d'une classe de coffrets intermédiaire entre les boîtes et les cassoni, connue sous la devise Onesta e bella gravée sur le dessus, probablement un cadeau de fiançailles du futur mari à sa demoiselle, présenté officiellement et rempli de petits cadeaux par la famille du marié. 
Fabriqué vers 1400, il mesure 23 × 61,5 cm et est décoré de scènes en pastiglia dorée avec des scènes de chasse et de joutes courtoises sur un champ peint en bleu ; ceux-ci étaient apparemment modelés à la main et non pas moulés. De plus petits coffrets pastiglia en plomb blanc  ont probablement aussi été utilisés à de telles occasions,.

## Plaquettes reliure
Bien que le terme pastiglia ne soit généralement pas utilisé pour les décrire, il convient de mentionner  les plaquettes reliures en cuir de luxe qui incorporent au centre de la couverture de petites plaquettes ou des cocardes incrustées avec des dessins en relief souvent peintes en couleur. Elles apparaissent vers la fin du XVe siècle, probablement à Florence ou à Padoue et ont d'abord été utilisées pour des livres de présentation. Initialement, les dessins ont été réalisés à partir de pierres précieuses sculptées. C'est le bibliophile français Jean Grolier de Servières qui vers 1510 est le premier à les utiliser alors qu'il est à Milan comme trésorier de l'occupation française. Il est également  le premier à utiliser des dessins originaux, dont plusieurs montrent des scènes de Livy. 25 plaquettes de Grolier nous sont parvenues.
Certains utilisent simplement du cuir estampé, mais pour d'autres, le matériau utilisé est décrit comme « une sorte de gesso mélangé avec du vernis » ou simplement « gesso » avec parfois des détails extrêmement fins. La première reliure de Grolier comporte une plaquette avec onze figures humaines et un décor architectural dans une scène d'environ 5 cm de large, montrant Marcus Curtius sautant dans le trou, le même sujet que sur le coffret du British Museum illustré au début de l'article.

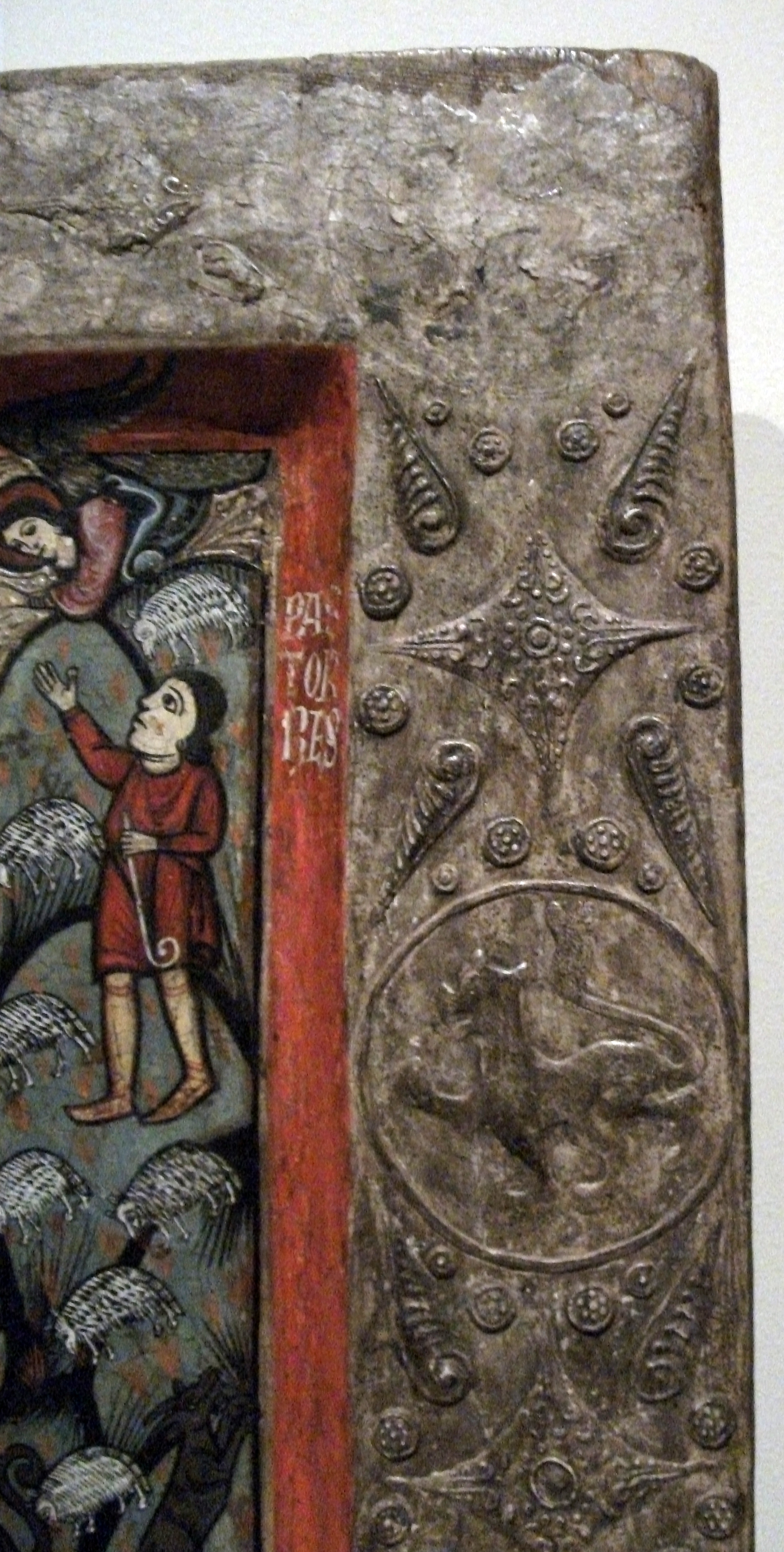
Sur le cadre d'un retable roman catalan.
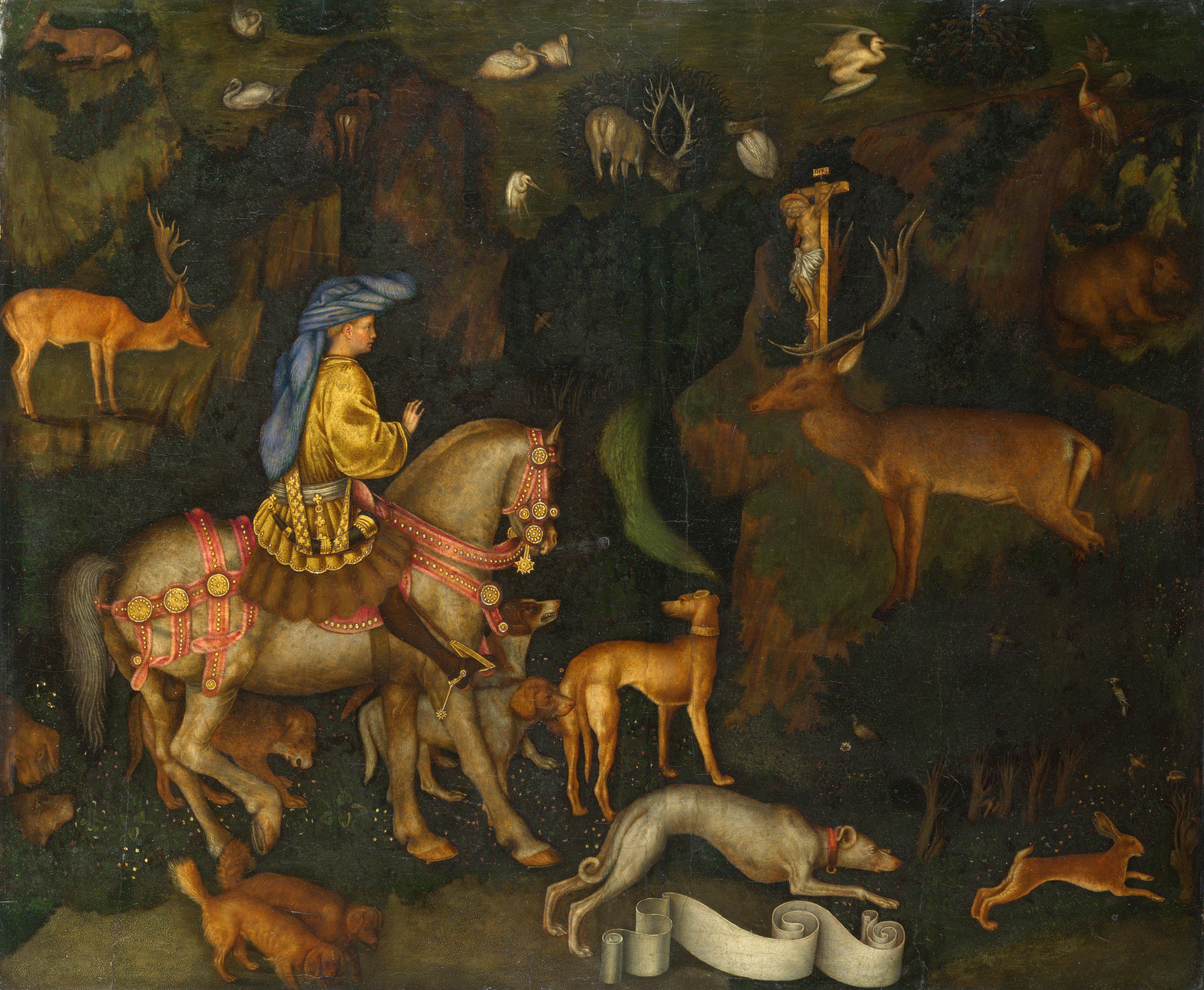
La Vision de saint Eustache, Pisanello, avec pastiglia sur les parties métalliques du harnais du cheval
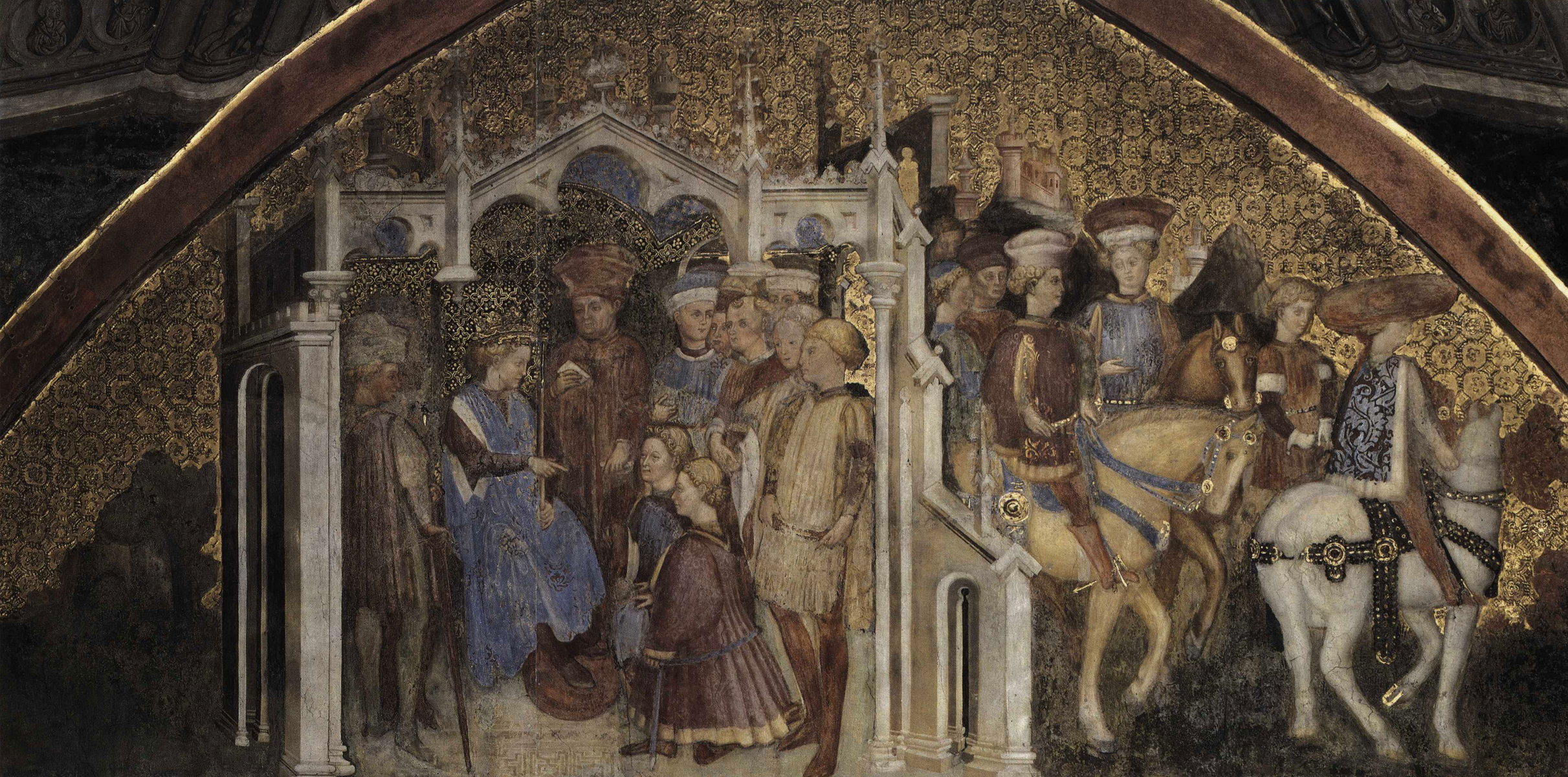
Motif pastiglia dans le  ciel doré  de la fresque des frères Zavattari (chapelle Theodelinda, Monza).
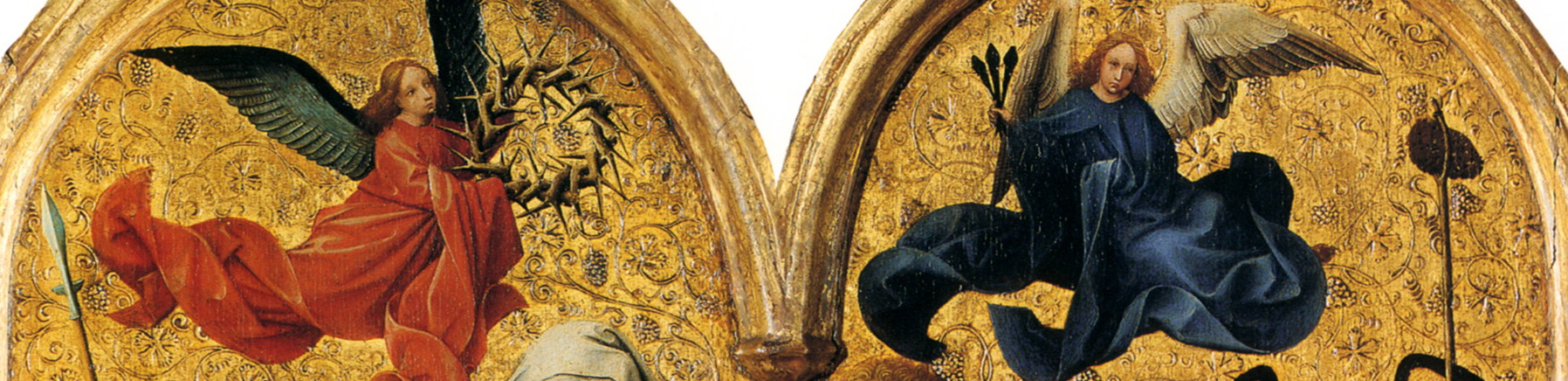
Détail du triptyque de Seilern, Robert Campin, v. 1425.

## Source de traduction
- (en) Cet article est partiellement ou en totalité issu de l’article de Wikipédia en anglais intitulé « Pastiglia » (voir la liste des auteurs).